# Arvid Johansson (jurist)
Gustaf Arvid Johansson, född den 25 mars 1881 i Nyköping, död den 10 april 1952 i Stockholm, var en svensk jurist.
Johansson avlade mogenhetsexamen  i Nyköping 1899 och hovrättsexamen vid Uppsala universitet 1903. Han blev extra ordinarie notarie i Svea hovrätt 1904, var tillförordnad domhavande i olika domsagor 1906–1914, tillförordnad borgmästare i Umeå 1912–1913, blev extra ordinarie assessor i Svea hovrätt 1915, tillförordnad revisionssekreterare 1917 och vice häradshövding 1918. Johansson var hovrättsråd i Svea hovrätt 1920–1949 och divisionsordförande där 1939–1949 samt ledamot av Krigshovrätten 1922–1939 och ordförande där 1943–1949. Han blev riddare av Nordstjärneorden 1924, kommendör av andra klassen av samma orden 1935 och kommendör av första klassen 1948.